# Juozas Juocevičius
Juozas Vytautas Juocevičius (ur. 29 marca 1947 w Prenach; zm. 24 grudnia 2024) – litewski bokser walczący w barwach ZSRR, mistrz Europy.
Rozpoczął trenowanie boksu jako młodzik w Wilnie, następnie występował w klubie Žalgiris Kowno, Był mistrzem Litwy juniorów w 1968 i 1969 oraz seniorów w 1971 i 1973 w wadze średniej (do 75 kg).
Na mistrzostwach ZSRR w 1969 odpadł w ćwierćfinale wagi średniej. W 1970 i 1971 został mistrzem ZSRR w tej kategorii.
Na mistrzostwach Europy w 1971 w Madrycie zdobył złoty medal w wadze średniej, wygrywając kolejno z Victorem Varonem z Hiszpanii, Witoldem Stachurskim, Hansem-Joachimem Brauske z NRD i w finale z Alecem Năstacem z Rumunii.
Podczas turnieju bokserskiego w grudniu 1971 w Leningradzie przegrał z Anatolijem Klimanowem. Doznał w tej walce kontuzji, która uniemożliwiła mu starty w 1972. Na mistrzostwach ZSRR w 1973 przegrał w półfinale z Rufatem Riskijewem. Wkrótce potem zakończył karierę pięściarską.